# La isla (película de 1980)
La isla es una película estadounidense de 1980, dirigida por Michael Ritchie. Peter Benchley, conocido mundialmente por el éxito de su novela Tiburón, es el autor de la novela del mismo título y del guion de esta película de acción y aventuras en el mar, con la interpretación de Michael Caine.

## Sinopsis
Blair Maynard (Michael Caine) es un periodista de Nueva York que quiere demostrar que no hay nada de sobrenatural en una serie de misteriosas desapariciones en el mar Caribe, cerca del Triángulo de las Bermudas, donde más de 600 barcos han desaparecido en el transcurso de tres años. Él tiene a su cargo a su hijo Justin, y decide llevárselo con él. Maynard y Justin vuelan desde Miami a una serie de islas deshabitadas. Después de alquilar un barco de pesca son capturados por una banda de piratas asesinos que matan a cualquier intruso que aparezca por allí. Dichos piratas llevan cientos de años viviendo en una remota isla inexplorada sin que nunca hayan sido descubiertos. 
Los piratas, liderados por Nau (David Warner), se dedican al robo y asesinato de los tripulantes que merodean las islas. Justin es elegido por Nau, descendiente del mítico l'Olonnais para que sea su sucesor en un intento de renovar la sangre de una raza ya marchita. La ceremonia de iniciación consistirá en matar a su propio padre. Tras soportar terribles torturas, Maynard y su joven hijo intentan destruir a los bucaneros. Con el tiempo, logran escapar de la isla, después de un considerable derramamiento de sangre.
El pirata Nau no pudo soportar la presión del arresto y terminó suicidándose.

## Nominaciones
- 1981 - Una nominación al Premio Golden Raspberry a Michael Caine como Peor Actor, también por Vestida para matar. Una nominación al Premio Golden Raspberry a Michael Ritchie como Peor Director (Razzie Awards)